# Ганс Гільдемайстер
Ганс Гільдемайстер (ісп. Hans Gildemeister; нар. 9 лютого 1956) — колишній чилійський тенісист.
Найвищу одиночну позицію світового рейтингу — 12 місце досяг 22 лютого 1980, парну — 5 місце — 27 квітня 1987 року.
Здобув 4 одиночні та 23 парні титули.
Найвищим досягненням на турнірах Великого шолома був фінал в парному розряді.
Завершив кар'єру 1987 року.

## Фінали турнірів Великого шолома

### Парний розряд (1 поразка)
| Результат | Рік  | Турнір                               | Покриття | Партнер       | Суперники                  | Рахунок            |
| --------- | ---- | ------------------------------------ | -------- | ------------- | -------------------------- | ------------------ |
| Поразка   | 1982 | Відкритий чемпіонат Франції з тенісу | Ґрунт    | Белус Прахокс | Шервуд Стюарт Ферді Тейган | 5–7, 3–6, 1–1 ret. |

## Фінали за кар'єру

### Одиночний розряд: 6 (4–2)
| Результат | Ранг | Рік  | Турнір             | Покриття | Суперник        | Рахунок       |
| --------- | ---- | ---- | ------------------ | -------- | --------------- | ------------- |
| Поразка   | 1.   | 1979 | Бостон, США        | Ґрунт    | Хосе Луїс Клерк | 6–0, 2–6, 2–6 |
| Перемога  | 1.   | 1979 | Барселона, Іспанія | Ґрунт    | Едді Діббс      | 6–4, 6–3, 6–1 |
| Перемога  | 2.   | 1979 | Сантьяго, Чилі     | Ґрунт    | Хосе Їгерас     | 7–5, 5–7, 6–4 |
| Поразка   | 2.   | 1981 | Бостон, США        | Ґрунт    | Хосе Їгерас     | 3–6, 1–6      |
| Перемога  | 3.   | 1981 | Сантьяго, Чилі     | Ґрунт    | Андрес Гомес    | 6–4, 7–5      |
| Перемога  | 4.   | 1982 | Бордо, Франція     | Ґрунт    | Пабло Аррая     | 7–5, 6–1      |

### Парний розряд: 34 (23–11)
| Результат | Ранг | Рік  | Турнір                                      | Покриття | Партнер           | Суперники                         | Рахунок            |
| --------- | ---- | ---- | ------------------------------------------- | -------- | ----------------- | --------------------------------- | ------------------ |
| Перемога  | 1.   | 1976 | Сантьяго, Чилі                              | Ґрунт    | Патрісіо Корнехо  | Літо Альварес Белус Прахокс       | 6–3, 7–6           |
| Поразка   | 1.   | 1977 | Мурсія, Іспанія                             | Ґрунт    | Патрісіо Корнехо  | Патріс Домінгес Франсуа Жоффре    | 5–7, 2–6           |
| Перемога  | 2.   | 1977 | Богота, Колумбія                            | Ґрунт    | Белус Прахокс     | Хорхе Ендрю Карлус Кірмайр        | 6–4, 6–2           |
| Поразка   | 2.   | 1978 | Берлін, Західна Німеччина                   | Ґрунт    | Желько Франулович | Колін Даудесвелл Юрген Фассбендер | 3–6, 4–6           |
| Перемога  | 3.   | 1978 | Барселона, Іспанія                          | Ґрунт    | Желько Франулович | Жан-Луї Ейє Жіль Мореттон         | 6–1, 6–4           |
| Поразка   | 3.   | 1978 | Богота, Колумбія                            | Ґрунт    | Віктор Печчі      | Хайме Фійоль Альваро Фільйоль     | 4–6, 3–6           |
| Перемога  | 4.   | 1978 | Сантьяго, Чилі                              | Ґрунт    | Віктор Печчі      | Хайме Фійоль Альваро Фільйоль     | 6–4, 6–3           |
| Поразка   | 4.   | 1980 | Бостон, США                                 | Ґрунт    | Андрес Гомес      | Джін Меєр Сенді Меєр              | 6–1, 4–6, 4–6      |
| Перемога  | 5.   | 1980 | Washington Open, США                        | Ґрунт    | Андрес Гомес      | Джін Меєр Сенді Меєр              | 6–4, 7–5           |
| Перемога  | 6.   | 1980 | Мадрид, Іспанія                             | Ґрунт    | Андрес Гомес      | Ян Кодеш Балаж Тароці             | 3–6, 6–3, 10–8     |
| Перемога  | 7.   | 1980 | Кіто, Еквадор                               | Ґрунт    | Андрес Гомес      | Хосе Луїс Клерк Белус Прахокс     | 6–3, 1–6, 6–4      |
| Перемога  | 8.   | 1981 | Гамбург, Західна Німеччина                  | Ґрунт    | Андрес Гомес      | Пітер Макнамара Пол Макнамі       | 6–4, 3–6, 6–4      |
| Перемога  | 9.   | 1981 | Мастерс Рим, Італія                         | Ґрунт    | Андрес Гомес      | Брюс Менсон Томаш Шмід            | 7–5, 6–2           |
| Поразка   | 5.   | 1981 | Бостон, США                                 | Ґрунт    | Андрес Гомес      | Рауль Рамірес Павел Сложил        | 4–6, 6–7           |
| Перемога  | 10.  | 1981 | Мадрид, Іспанія                             | Ґрунт    | Андрес Гомес      | Гайнц Ґюнтгардт Томаш Шмід        | 6–2, 3–6, 6–3      |
| Поразка   | 6.   | 1981 | Барселона, Іспанія                          | Ґрунт    | Андрес Гомес      | Андерс Яррід Ганс Сімонссон       | 1–6, 4–6           |
| Перемога  | 11.  | 1981 | Кіто, Еквадор                               | Ґрунт    | Андрес Гомес      | Девід Картер Рікардо Ікаса        | 7–5, 6–3           |
| Перемога  | 12.  | 1981 | Сантьяго, Чилі                              | Ґрунт    | Андрес Гомес      | Рікардо Кано Белус Прахокс        | 6–2, 7–6           |
| Поразка   | 7.   | 1982 | Відкритий чемпіонат Франції з тенісу, Париж | Ґрунт    | Белус Прахокс     | Шервуд Стюарт Ферді Тейган        | 5–7, 3–6, 1–1 ret. |
| Поразка   | 8.   | 1982 | Вашингтон, США                              | Ґрунт    | Андрес Гомес      | Рауль Рамірес Вен Вінітскі        | 5–7, 6–7           |
| Перемога  | 13.  | 1982 | Бордо, Франція                              | Ґрунт    | Андрес Гомес      | Андерс Яррід Ханс Сімонссон       | 6–4, 6–2           |
| Перемога  | 14.  | 1983 | Вінья-дель-Мар, Чилі                        | Ґрунт    | Белус Прахокс     | Жуліо Гоес Ней Келлер             | 6–3, 6–1           |
| Поразка   | 9.   | 1983 | Бостон, США                                 | Ґрунт    | Белус Прахокс     | Марк Діксон Кассіу Мотта          | 5–7, 3–6           |
| Поразка   | 10.  | 1984 | Ніцца, Франція                              | Ґрунт    | Андрес Гомес      | Ян Гуннарссон Мікаель Мортенсен   | 1–6, 5–7           |
| Перемога  | 15.  | 1985 | Гамбург, Західна Німеччина                  | Ґрунт    | Андрес Гомес      | Гайнц Гюнтхардт Балаж Тароці      | 1–6, 7–6, 6–4      |
| Перемога  | 16.  | 1985 | Washington DC., США                         | Ґрунт    | Віктор Печчі      | Девід Ґрем Балаж Тароці           | 6–3, 1–6, 6–4      |
| Перемога  | 17.  | 1986 | Індіанаполіс, США                           | Ґрунт    | Андрес Гомес      | Джон Фіцджеральд Шервуд Стюарт    | 6–4, 6–3           |
| Перемога  | 18.  | 1986 | Форест-Гіллс, США                           | Ґрунт    | Андрес Гомес      | Борис Бекер Слободан Живоїнович   | 7–6, 7–6           |
| Перемога  | 19.  | 1986 | Бостон, США                                 | Ґрунт    | Андрес Гомес      | Ден Кессіді Мел Перселл           | 4–6, 7–5, 6–0      |
| Перемога  | 20.  | 1986 | Вашингтон, США                              | Ґрунт    | Андрес Гомес      | Рікардо Асіолі Сезар Кіст         | 6–3, 7–5           |
| Поразка   | 11.  | 1986 | Кіцбюель, Австрія                           | Ґрунт    | Андрес Гомес      | Гайнц Гюнтхардт Томаш Шмід        | 6–4, 3–6, 6–7      |
| Перемога  | 21.  | 1986 | Штутгарт, Західна Німеччина                 | Ґрунт    | Андрес Гомес      | Мансур Бахрамі Дієго Перес        | 6–4, 6–3           |
| Перемога  | 22.  | 1987 | Монте-Карло, Монако                         | Ґрунт    | Андрес Гомес      | Мансур Бахрамі Мікаель Мортенсен  | 6–2, 6–4           |
| Перемога  | 23.  | 1987 | Бостон, США                                 | Ґрунт    | Андрес Гомес      | Йоакім Нюстром Матс Віландер      | 7–6, 3–6, 6–1      |